# Lac (roman)
Pour les articles homonymes, voir Lac (homonymie).
Lac est un roman de Jean Echenoz paru en 1989 aux éditions de Minuit. Le roman reçoit en 1990 le Grand prix du roman de la Société des gens de lettres.

## Écriture du roman
Le roman est en partie le fruit d'une commande du département du Val-de-Marne qui remettait une bourse à un auteur afin qu'il écrive une œuvre dont l'histoire se déroulerait dans la collectivité. Lauréat, Jean Echenoz décide de pratiquer de nombreux repérages dans différents lieux du département afin d'y situer l'intrigue de son roman d'espionnage en choisissant parmi l'« infinité de décors » qu'il découvre au cours de ses visites et qui lui inspirent directement des éléments narratifs de l'action romanesque.

## Résumé
Franck Chopin est entomologiste au Muséum national d'histoire naturelle à Paris mais également ponctuellement un agent de renseignement français. Célibataire solitaire, mais homme à femmes, il fait la rencontre de Suzy Clair, une jeune femme qui a perdu la trace de son mari, Oswald, secrétaire d'ambassade, voilà six ans, disparu corps et biens de façon énigmatique le jour de leur déménagement pour la rue de Rome. Contacté par son agent de liaison, le colonel Seck, pour mener à bien un travail d'écoute sur Vital Veber, un officier de renseignement du bloc de communiste, Chopin doit se mettre au vert durant une semaine dans la pension privée de luxe à proximité de Paris où est descendu ce dernier, et recueillir des informations à l'aide d'un système d'écoute très particulier qu'il a mis au point et consistant en des micros portés par des mouches.
Ses écoutes n'apportent aucun élément, mais un soir il aperçoit Vital Veber qui dîne avec une belle femme. Cherchant à identifier cette dernière, il sent le sol se dérober lorsqu'il reconnait Suzy. Après une nuit d'hésitation, il décide de la contacter et vient dans sa chambre. En ressortant il est alpagué par les deux gardes du corps de Veber qui le ligotent et l'extraient de l'hôtel, le tenant enfermé dans un pavillon de province. Réussissant à s'échapper grâce à un second espion en couverture, Chopin décide de retourner dans la pension pour secourir Suzy qu'il pense en danger. Tous les protagonistes finissent par être réunis dans la même pièce où lors d'un ultime marchandage, usant de rapports de force, de menaces, et de passages à l'ennemi réciproque, un échange d'espions aboutira au retour d'Oswald Clair à l'Ouest et au passage de Seck à l'Est.

## Analyse
Ce roman à l'intrigue serrée, dont le style rappelle souvent celui de la bande dessinée[réf. nécessaire], présente une chronique descriptive de la fin des années 1980, de Paris et de sa banlieues qui oscille entre la poésie et la description sociologique[réf. nécessaire]. Le ton rappelle celui d'Antoine Blondin, et l'intervention verbale rapproche Echenoz de Raymond Queneau[réf. nécessaire]. Ce roman d'espionnage est représentatif d'un renouveau littéraire propre aux années 1980 (Jean-Marc Roberts, Danielle Sallenave, Patrick Grainville), aux antipodes du roman de laboratoire.[réf. nécessaire]
Comme tous les romans d'Echenoz, Lac est un vrai roman romanesque, avec une vraie histoire, des personnages, une énigme et une tension narrative soutenue en partie par une structure événementielle. Mais c'est aussi un vrai faux roman d'espionnage dans lequel le lecteur est convié à suivre les aventures rocambolesques et dérisoires de Franck Chopin, parodie d'agent secret dont la "couverture" (il est entomologiste spécialisé dans l'étude des mouches) est plus vraie que nature. Chopin essaie de lire les signes d'un monde énigmatique, mais il n'est que le reflet d'une fonction dépourvue de signification puisqu'il n'y a rien à comprendre, rien à découvrir. C'est pourtant à lui, déchiffreur aveugle, qu'il incombe de lire le monde et de nous le donner à voir. La thématique de la vue occupe une place essentielle dans les romans d'Echenoz et singulièrement dans Lac. Le titre même du livre évoque un univers de reflets vagues et ouvre un horizon d'attente en suggérant une forte présence du spéculaire et de la construction en abyme. La surface du lac sera d'ailleurs décrite comme "un miroir piqueté de dériveurs légers" (p. 90). On peut imaginer que ces "dériveurs" sont les personnages qui flottent à la surface de l'écriture blanche du livre d'Echenoz.[14] Le visuel est en outre motivé par la thématique générale du livre. La mission naturelle de l'espion, induite par le sens étymologique, est d'épier, et cela dans le but très précis de combler un manque : "- Voilà, fit enfin le colonel, j'ai un petit problème d'observation, vous voyez ce que je veux dire." (p. 55) Voilà donc la nature du manque,  une déficience visuelle.  La fiction génère ainsi le texte ; l'intrigue, c'est celle du texte intrigué par sa propre genèse, mais aussi, par sa propre obscurité. Franck Chopin est chargé par son supérieur, le colonel Seck, de surveiller un certain Vital Veber, "[ancien] premier secrétaire de district, secrétaire général au plan, rapporteur au comité de surface" (p. 56). La fiction policière n'est qu'un leurre, une fiction de "surface" ou mieux, un pré-texte, c'est-à-dire quelque chose qui permet l'écriture et la production du texte.
À partir de Lac, la dimension réflexive de l’écriture serait congédiée — le développement est pourtant intitulé  Lac ou le miroir qui revient, si bien que l’on ne saisit guère la portée de l’allusion au titre de Robbe-Grillet. Dans ce roman, la réflexivité du texte est métaphorisée par les miroirs et les jeux de reflets omniprésents dans la narration : Suzy Clair, un des personnages principaux, habite en face d’une miroiterie. À la fin du roman, retentissent des bris de glace provenant de la miroiterie : ils métaphoriseraient l’adieu à la littérature autoréférentielle, tout en soulignant le caractère essentiellement ludique de l’anamnèse du modernisme. Lac participe aussi à la renarrativisation ironique du genre romanesque, par le biais d’une dévalorisation des stéréotypes du roman policier. La portée de l’écriture d’Echenoz n’est donc pas clairement identifiée : elle est tantôt ludique et gratuite, tantôt ironique et critique.

## Éditions
- Les Éditions de Minuit, 1989  (ISBN 978-2-7073-1304-1)
- Coll. « Double », Les Éditions de Minuit, 2008  (ISBN 978-2-7073-2052-0)